# Pietravairano
Pietravairano község (comune) Olaszország Campania régiójában, Caserta megyében.

## Fekvése
A megye központi részén fekszik, Nápolytól 60 km-re északra, Caserta városától 35 km-re északnyugati irányban. Határai: Baia e Latina, Pietramelara, Raviscanina, Riardo, Roccaromana, Sant’Angelo d’Alife és Vairano Patenora.

## Története
Első említése 1193-ból származik. A következő századokban nemesi birtok volt. A 19. században nyerte el önállóságát, amikor a Nápolyi Királyságban felszámolták a feudalizmust.

## Népessége
A népesség számának alakulása:

## Főbb látnivalói
- San Giovanni Evangelista-templom
- Madonna del Calvario-templom
- Sant’Eraclio-templom
- San Michele-templom
- Santa Maria della Vigna-templom